# IC 1794
IC 1794 је лентикуларна галаксија у сазвјежђу Ован која се налази на листи објеката дубоког неба у Индекс каталогу.
Деклинација објекта је + 15° 45' 44" а ректасцензија 2h 21m 30,1s. Привидна величина (магнитуда) објекта IC 1794 износи 14,3 а фотографска магнитуда 15,2. IC 1794 је још познат и под ознакама MCG 3-7-3, CGCG 462-4, NPM1G +15.0089, IRAS 02187+1532, PGC 8963.